# Giovanni Battista Carlone (Architekt)
Giovanni Battista Carlone (im Deutschen auch Johann Baptist Carlone genannt; * um 1580/1590; † 28. Dezember 1645 in Wien) aus Rovio war ein schweizerisch-italienischer Baumeister und Architekt. Er sollte nicht mit dem gleichnamigen Stuckateur und Bildhauer Giovanni Battista Carlone verwechselt werden.

## Leben
Carlone arbeitete ab 1614 für den Fürsten Karl von Lichtenstein und war von 1620 bis 1637 kaiserlicher Hofbaumeister von Ferdinand II. Weite Teile der Wiener Hofburg gehen auf seine Planungen zurück, beim Umbau der Burg Pressburg war er mit der Bauaufsicht beauftragt. Im Jahr 1633 war er Trauzeuge bei der Heirat von Magarete, Witwe des Kammertischlers Hans Frech, und Hans Leonhard Wurster († vor 1637), ein in den Kreis der Wiener Hofkünstler berufener Schnitzer, Tischler  und Bildhauer. Von 1634 bis zu seinem Tod war er mit dem Umbau des Stifts Klosterneuburg befasst.
Carlone gilt als erster Präfekt der italienischsprachigen Marianischen Herren-Kongregation im Wiener Professhaus der Jesuiten am Platz Am Hof. Diese Vereinigung existiert heute noch in Wien als "Italienische Kongregation" und ist in der Wiener Minoritenkirche beheimatet.